# بخش اوکسلوسوند
بخش اوکسلوسوند (به سوئدی: Oxelösunds kommun) یک ناحیه شهری در سوئد است که در شهرستان سودرمانلاند واقع شده‌است.

## خواهرخوانده
شهر اوفلیز خواهرخواندهٔ بخش اوکسلوسوند هست.